# Ганс-Адольф фон Блюмредер
Ганс-Адольф Ернст Едуард Фрідріх Макс Кройцвендедіх фон Блюмредер (нім. Hans-Adolf Ernst Eduard Friedrich Max Kreuzwendedich von Blumröder; 5 серпня 1904, Зігмарінген — 16 вересня 1992, Мюнхен) — німецький офіцер, оберст Генштабу вермахту, бригадний генерал бундесверу. Кавалер Німецького хреста у сріблі.

## Біографія
Син майора Прусської армії Августа фон Блюмредера, онук генерал-лейтенанта Адольфа фон Блюмредера. 14 квітня 1924 року вступив у 5-й (прусський) піхотний полк у Штеттіні. З лютого 1926 по вересень 1927 року навчався в піхотному училищі Ордруфа і Дрездена. З жовтня 1927 року — командир взводу 2-ї роти 5-го (прусського) піхотного полку. З 1932 року — командир 4-ї і 13-ї кулеметних рот свого полку. З травня 1933 року — командир навчального підрозділу прикордонної охорони «Схід» в Шнайдемюлі. З жовтня 1934 року — ад'ютант 3-го батальйону 48-го піхотного полку (Дальгов-Деберіц). З жовтня 1935 по жовтень 1937 року проходив підготовку офіцера Генштабу у Військовій академії в Берліні.
З 12 жовтня 1937 року — 2-й офіцер (квартирмейстер) Генштабу 18-ї піхотної дивізії (Лігніц). З 8 лютого 1940 року — 1-й офіцер (начальник оперативного відділу) Генштабу 298-ї піхотної дивізії. З 25 травня 1941 року — 3-й офіцер (начальник розвідки) Генштабу 1-ї армії, з 15 лютого 1942 року — групи армій «Дон», з 15 лютого 1943 року — «Південь», з 5 квітня 1944 року — «Північна Україна». Відзначився під час планування операції «Цитадель», представивши ясну картину становища противника. 15 серпня 1944 року відправлений в командний резерв. З 20 вересня 1944 року — начальник Генштабу 8-го армійського корпусу. В травні 1945 року взятий в полон американськими військами. У листопаді 1947 року звільнений.
У 1947/56 роках працював у районному відділі ХДС у Рендсбурзі, одночасно був радником британської Рейнської армії. 1 березня 1957 року вступив у бундесвер і очолив управління БНД. З вересня 1957 по червень 1959 року — керівник навчальної групи розвідувального училища бундесверу в Ренгсдорфі і Бад-Емсі. З жовтня 1959 по лютий 1962 року — заступник командувача і начальник штабу 1-го військового округу (Кіль). У 1962/64 роках — керівник відділу Федеральної канцелярії і секретар Федеральної ради оборони в Бонні. 31 березня 1964 року звільнений у відставку, проте відразу вирушив на військові навчання. З 15 липня 1964 року — начальник стратегічної розвідки. У 1965 році, у випадку надзвичайного стану в Німеччині, Блюмредер став би офіцером зв'язку БНД при федеральному канцлері й дістав командні повноваження.

## Звання
- Кандидат в офіцери (14 квітня 1924)
- Лейтенант (1 березня 1928)
- Оберлейтенант (1 жовтня 1931)
- Гауптман (1 вересня 1935)
- Гауптман Генштабу (1 квітня 1939)
- Майор Генштабу (1 грудня 1940)
- Оберстлейтенант Генштабу (1 квітня 1942)
- Оберст Генштабу (1 листопада 1943)
- Оберст резерву (1 березня 1957)
- Бригадний генерал резерву (15 липня 1964)

## Нагороди
- Медаль «За вислугу років у Вермахті» 4-го і 3-го класу (12 років)
- Залізний хрест 2-го і 1-го класу
- Хрест Воєнних заслуг 2-го і 1-го класу з мечами
- Німецький хрест в сріблі (14 жовтня 1944)
- Орден «За заслуги перед Федеративною Республікою Німеччина», офіцерський хрест (21 березня 1964)